# Constantinești (Brăila)
Constantinești es una localidad rumana de la comuna de Râmnicelu, en el condado de Brăila.

## Historia
Hacia finales del siglo XIX la localidad, que ya por entonces pertenecía al condado de Brăila, formaba parte de la comuna de Șuțești y tenía contabilizada una población de 310 habitantes.
En la segunda mitad del siglo XX la localidad había pasado a formar parte de la comuna de Râmnicelu. En el censo de 2021 la localidad tenía una población de 319 habitantes.